# Одо Великий

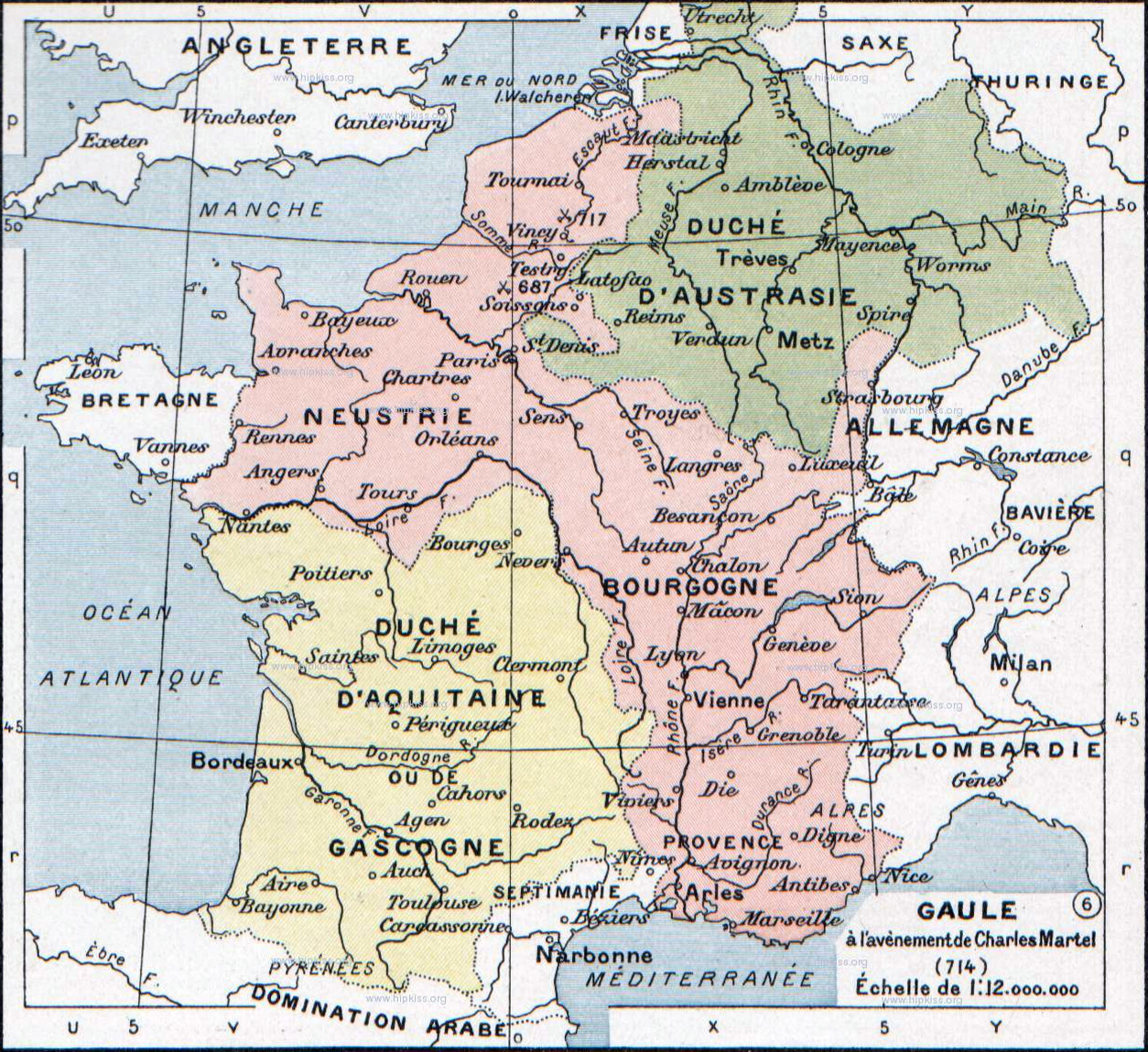
Франкське королівство в 714 році. Володіння Едо позначені жовтим.

Едо Великий (фр. Eudes, Eudo, Odo, *650-і/660-і — *735) — герцог Аквітанії і Васконії, що зійшов на престол не раніше 674 року і не пізніше 700 року.
Едо Великий уславився тим, що скориставшись міжусобицями у Франкському королівстві спромігся об'єднати бл. 715 року під своєю орудою територіально значні землі південно-західної Галлії від Луари до Піренеїв, оголосивши незалежне Аквітанське герцогство зі столицею в Тулузі. Бувши номінально сеньйором Васконського герцогства, Едо Великий вдало контролював басків.
Після наступу арабо-маврських військ і низки поразок, завданих майордомом Карлом Мартелом, Едо Великий змушений був визнати зверхність Франкського королівства.
1. ↑  (unspecified title)